# Faktorizacija
Faktorízacija (tudi razstávljanje ali razcépljanje) je matematični postopek, s katerim preoblikujemo število, izraz ali drug matematični objekt v obliko produkta faktorjev.
Obratni postopek je razčlenjevanje (preoblikovanje v obliko vsote členov).

## Praštevilska faktorizacija
Praštevilska faktorizacija (prafaktorizacija ali praštevilski razcep) je zapis naravnega števila v obliki produkta faktorjev, ki so vsi praštevila. Zgled: 66 = 2 · 3 · 11.

## Faktorizacija mnogočlenikov
Faktorizacija mnogočlenikov (polinomov) je postopek preoblikovanja mnogočlenika v obliko produkta preprostejših mnogočlenikov.
V realnem lahko vsak polinom stopnje 3 ali več zapišemo kot produkt linearnih in kvadratnih polinomov (tj. polinomov stopnje 1 in 2).
Zgled razcepa v realnem: {\displaystyle p(x)=x^{3}+x^{2}-4x+6=(x+3)(x^{2}-2x+2)}
V kompleksnem lahko vsak polinom stopnje 2 ali več zapišemo kot produkt samih linearnih polinomov (tj. polinomov stopnje 1).
Zgled razcepa v kompleksnem: {\displaystyle p(x)=x^{3}+x^{2}-4x+6=(x+3)(x-1-i)(x-1+i)}
Nekaj enačb, ki jih pogosto uporabljamo pri razcepljanju mnogočlenikov:
- razcep z izpostavljanjem: {\displaystyle ab+ac=a(b+c)}
- razcep razlike kvadratov: {\displaystyle a^{2}-b^{2}=(a-b)(a+b)}
- razcep vsote kvadratov (samo v kompleksnem): {\displaystyle a^{2}+b^{2}=(a-bi)(a+bi)}
- razcep razlike kubov: {\displaystyle a^{3}-b^{3}=(a-b)(a^{2}+ab+b^{2})}
- razcep vsote kubov: {\displaystyle a^{3}+b^{3}=(a+b)(a^{2}-ab+b^{2})}
- razcep tričlenika po Viètovem pravilu: {\displaystyle x^{2}+(a+b)x+ab=(x+a)(x+b)}

## Faktorizacija trigonometričnih funkcij
Za preoblikovanje vsote trigonometričnih funkcij v produkt uporabljamo naslednje enačbe:
- vsota sinusov: {\displaystyle \sin x+\sin y=2\sin {\frac {x+y}{2}}\cos {\frac {x-y}{2}}}
- razlika sinusov: {\displaystyle \sin x-\sin y=2\sin {\frac {x-y}{2}}\cos {\frac {x+y}{2}}}
- vsota kosinusov: {\displaystyle \cos x+\cos y=2\cos {\frac {x+y}{2}}\cos {\frac {x-y}{2}}}
- razlika kosinusov: {\displaystyle \cos x-\cos y=-2\sin {\frac {x+y}{2}}\sin {\frac {x-y}{2}}}